# Religia licyjska (likijska)
Religia licyjska (likijska) – politeistyczny system wierzeń i praktyk kultowych o charakterze synkretycznym, obowiązujący w małoazjatyckiej starożytnej Licji. 
Licyjczycy przejęli kult bóstw luwijskich wzbogacając go elementami wierzeń zachodnioanatolijskich i greckich. Czczono boga burzy Trqqasa (luwijski Tarhunt), Latone, Natra (grecki Apollo) posiadającego liczne wyrocznie, a także Ertemi (Artemidę) i Pedritę (Afrodytę).

## Literatura tematyczna
- Maciej Popko, Mitologia hetyckiej Anatolii, Warszawa 1976
- Maciej Popko, Religie starożytnej Anatolii, Warszawa 1980
- Maciej Popko, Wierzenia ludów starożytnej Azji Mniejszej, Warszawa 1989
- Maciej Popko, Ludy i języki starożytnej Anatolii, Warszawa 1999